# カーキ・キング
カーキ・キング（英: Kaki King、1979年8月24日 - ）は、アメリカのギタリスト、ミュージシャン、作曲家。

## 概要
ジョージア州アトランタに生まれ、地元のウェストミンスタースクールに通った。
オベーションのアコースティック・ギターを主に使用し、タッピング奏法を多用したパーカッシブな演奏とジャジーなメロディー、多様な音楽性が特徴。ステージでは、複数の異なったチューニングのアコースティックギター及びスティール・ギターを使用する。自身の作品の制作以外にも、テレビや映画の音楽の制作にも携わる。
2012年10月、ジェシカ・テンプリンという女性と結婚した。

## 来歴
- 2003年
  - ソウライヴ等を輩出したアメリカのレーベル、ヴェロア・レコーディングスのジェフ・クラズノに見出され、4月22日にファーストアルバム『Everybody Loves You』を発表[3]。
- 2004年
  - 8月1日、フジロック・フェスティバルのORANGE COURTに出演[4]。
  - 10月5日、エピック・レコードよりセカンドアルバム『レッグス・トゥ・メイク・アス・ロンガー』を発表[3]。
- 2006年
  - 2月、ローリング・ストーン誌による秀逸なギタリストのリスト「The New Guitar Gods」に女性から唯一及び最年少で選出される[要出典]。
  - 8月8日、トータスのジョン・マッケンタイアのプロデュースによるサードアルバム『アンティル・ウィー・フェルト・レッド』を発表。これまでのアコースティックギターを中心とした作風から一変し、バンドサウンドでの録音、エレキギターの演奏、シューゲイザー・ポストロックに影響された音楽性の作品となった[3]。
- 2007年
  - 9月25日発売のフー・ファイターズのアルバム『エコーズ、サイレンス、ペイシェンス・アンド・グレイス（Echoes, Silence, Patience & Grace）』の楽曲「バラード・オブ・ザ・ビーコンズフィールド・マイナーズ（Ballad of the Beaconsfield Miners）」に客演。その後フー・ファイターズのツアーにも同行[3]。オーストラリアでのツアー中に、EP「Day Sleeper」を制作・録音した[要出典]。
  - 9月公開のショーン・ペン監督の映画『イントゥ・ザ・ワイルド』の映画音楽をパール・ジャムのエディ・ヴェダー、マイケル・ブルックと共に務める。『レッグス・トゥ・メイク・アス・ロンガー』収録の「Doing The Wrong Thing」、「Frame」も劇中で使用されている。書き下ろし楽曲を提供したパール・ジャムのエディ・ヴェダーと並んで第65回ゴールデングローブ賞にノミネート[3][5]。
  - 9月公開のカーステン・シェリダン監督の映画『奇跡のシンフォニー』に、書き下ろし楽曲を2曲提供。劇中のギター演奏の手元部分のみ出演[3]。
- 2008年
  - 3月11日、アルバム『ドリーミング・オブ・リヴェンジ』を発売。前作に比べてメロディアスでポップな作風となった[独自研究?]。
- 2010年
  - 8月13日、アルバム『ジュニア』を発売。スパイがテーマとなった作品[要出典]。
- 2012年
  - 10月9日、アルバム『グロー』を発売。アコースティックギターを中心に録音され、原点に回帰した作品となった[独自研究?]。
- 2015年
  - 3月3日、アルバム『The Neck Is a Bridge to the Body』をiTunesで発売。この作品は自身が開催したプロジェクションマッピングを用いたライブの内容が反映されたもの[要出典]。

## 影響
- ビートルズ[3]
- フリートウッド・マック[3]
- ジョニー・マー（スミス）[3]
- グレアム・コクソン（ブラー）[3]
- プレストン・リード（Preston Reed）[3]
- マイケル・ヘッジス[3]
- アレックス・デグラッシ（Alex De Grassi）[3]
- ニック・ドレイク[3]
- エリオット・スミス[3]
- マーク・コズレック（Mark Kozelek）[3]

## ディスコグラフィ

### アルバム
- エヴリバディ・ラヴズ・ユー (2003年4月23日、ヴェロア・レコーディングス、EMIミュージック・ジャパン)
- レッグス・トゥ・メイク・アス・ロンガー (2004年9月29日、エピック・レコード、ソニー・ミュージックエンタテインメント)
- アンティル・ウィー・フェルト・レッド (2006年8月23日、ヴェロア・レコーディングス、Pヴァイン)
- ドリーミング・オブ・リヴェンジ (2008年5月21日、ヴェロア・レコーディングス、Pヴァイン)
- ジュニア (2010年3月24日、ラウンダー・レコード、Pヴァイン)
- グロー (2012年11月21日、ヴェロア・レコーディングス、Pヴァイン)
- The Neck Is a Bridge to the Body（2015年3月3日、iTunes）

### EP
- Day Sleeper (Australian tour EP) (2007年)
- Mexican Teenagers EP (2009年3月30日、クッキング・ヴァイナル)

#### the Mountain Goats & Kaki King
- Black Pear Tree EP (2008年10月13日、クッキング・ヴァイナル)